# Kościół Matki Boskiej Pocieszenia i św. Augustyna oraz klasztor Augustianów w Wilnie
Kościół Matki Boskiej Pocieszenia i św. Augustyna i klasztor Augustianów w Wilnie – kościół położony przy ulicy Savičiaus (do 1939 – Sawicz) 13. Wybudowany w stylu barokowym w latach 1746-1768 dla zakonu augustianów; obecnie nieczynny.

## Historia
Budowę kościoła i klasztoru rozpoczęli augustianie w latach 1675-1677 pomiędzy bramami Subocz a Spaską, na miejscu, gdzie przed najazdem moskiewskim (1655) stała prawosławna, a następnie unicka cerkiew pw. św. Kosmy i Damiana. Starania o wzniesienie kościoła podjął już wcześniej biskup Eustachy Wołłowicz. Finansowo zakon wsparł król Jan III Sobieski, ofiarowując im w 1677 dochody z młyna na Wilejce. Funduszy starczyło jednak tylko na wybudowanie drewnianego kościoła i klasztoru. W 1742 kościół i klasztor spłonęły podczas pożaru Wilna.
W 1746 zakon rozpoczął budowę nowego kościoła i klasztoru, które były gotowe w 1768. Uroczystego poświęcenia nowo wzniesionego kościoła dokonał biskup sufragan wileński Tomasz Zienkowicz. Środki na funkcjonowanie kościoła i klasztoru pochodziły z zapisów pisarza Wielkiego Księstwa Litewskiego, Michała Druckiego Sokolińskiego i podczaszyny litewskiej, księżnej Izabelli Katarzyny Radziwiłłowej.
Ostra reguła zakonu nie pozwoliła na zbudowanie bogatej architektonicznie świątyni, pomimo iż były to najświetniejsze czasy baroku wileńskiego. Budynek kościoła był skromny, także wewnątrz, gdzie głównym elementem wystroju było dziewięć ołtarzy. Ołtarz główny poświęcony był patronce kościoła – Matce Boskiej Pocieszenia. Opuszczany obraz przedstawiał św. Jana Kantego. Jedynie wieża kościelna, bogato dekorowana w stylu rokoka, świadczyła o epoce, w której budynek powstał.
W chwili I rozbioru Rzeczypospolitej Obojga Narodów w klasztorze mieszkało 34 zakonników, był to więc drugi pod względem liczebności klasztor w prowincji polskiej. Przy kościele działały bractwa Matki Boskiej Pocieszenia i św. Tekli.
Pod koniec XVIII wieku zakon podupadł i sprzedał budynek klasztoru Uniwersytetowi Wileńskiemu, który zorganizował w nim seminarium katolickie. Po rozwiązaniu uczelni w 1833 seminarium przekształciło się w samodzielną Akademię Duchowną. W 1842 akademia została zamknięta i przeniesiona do Petersburga, a kościół i klasztor skonfiskowane przez rząd carski. Kościół został wkrótce przerobiony na cerkiew (pw. św. Andrzeja) i przebudowany zgodnie z wymogami obowiązującymi w świątyniach prawosławnych – usunięty został chór muzyczny, ambona i figury z ołtarzy, dobudowano ikonostas z ikonami napisanymi w Petersburgu. Organy przeniesione zostały do katedry. W klasztorze natomiast urządzono prawosławną niższą szkołę duchowną.

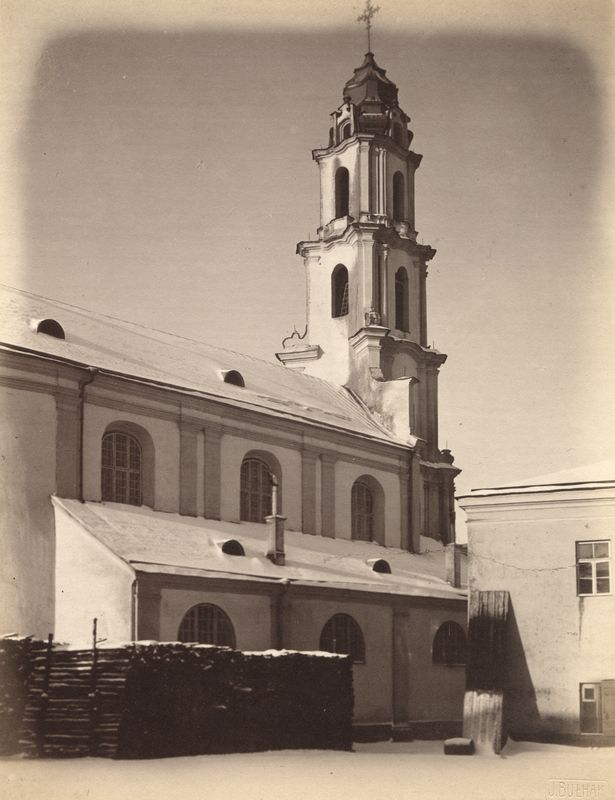
Zdjęcie kościoła z 1914 roku

Po odzyskaniu przez Polskę niepodległości kościół i klasztor zostały w 1919 odebrane Cerkwi prawosławnej. Budynek kościoła został przekazany Kościołowi greckokatolickiemu. Część budynków poklasztornych natomiast przekazano Seminarium Nauczycielskiemu, a pozostałą część – Uniwersytetowi Wileńskiemu, który zorganizował w nich bursę męską, stołówkę i siedziby różnych organizacji młodzieży akademickiej.
Po 1945 kościół augustianów, podobnie jak większość świątyń wileńskich, został zamknięty i przez dziesięciolecia niszczał. Wg wspomnień Vladasa Drėmy wnętrza kościoła zostały zniszczone na polecenie litewskiego architekta Jonasa Glemžy. Po upadku komunizmu i odzyskaniu przez Litwę niepodległości w 1990 dla kościoła nie udało się znaleźć użytkownika, więc niszczał on dalej, podobnie jak budynek byłego klasztoru. W 1992 r. kościół został przekazany Litewskiemu Katolickiemu Związku Kobiet. Od 2006 r. budynkiem zarządzało Ministerstwo Edukacji, Nauki i Sportu, a od 2017 r. Ministerstwo Spraw Wewnętrznych Republiki Litewskiej. Jesienią 2017 r. zakończono restaurację wschodniego budynku klasztoru przy ul. Bokszto, w którym otwarto siedzibę Europejskiego Uniwersytetu Humanistycznego. 8 czerwca 2018 r., 250 lat po otwarciu, arcybiskup wileński Gintaras Grušas celebrował w kościele Mszę Świętą.

## Architektura

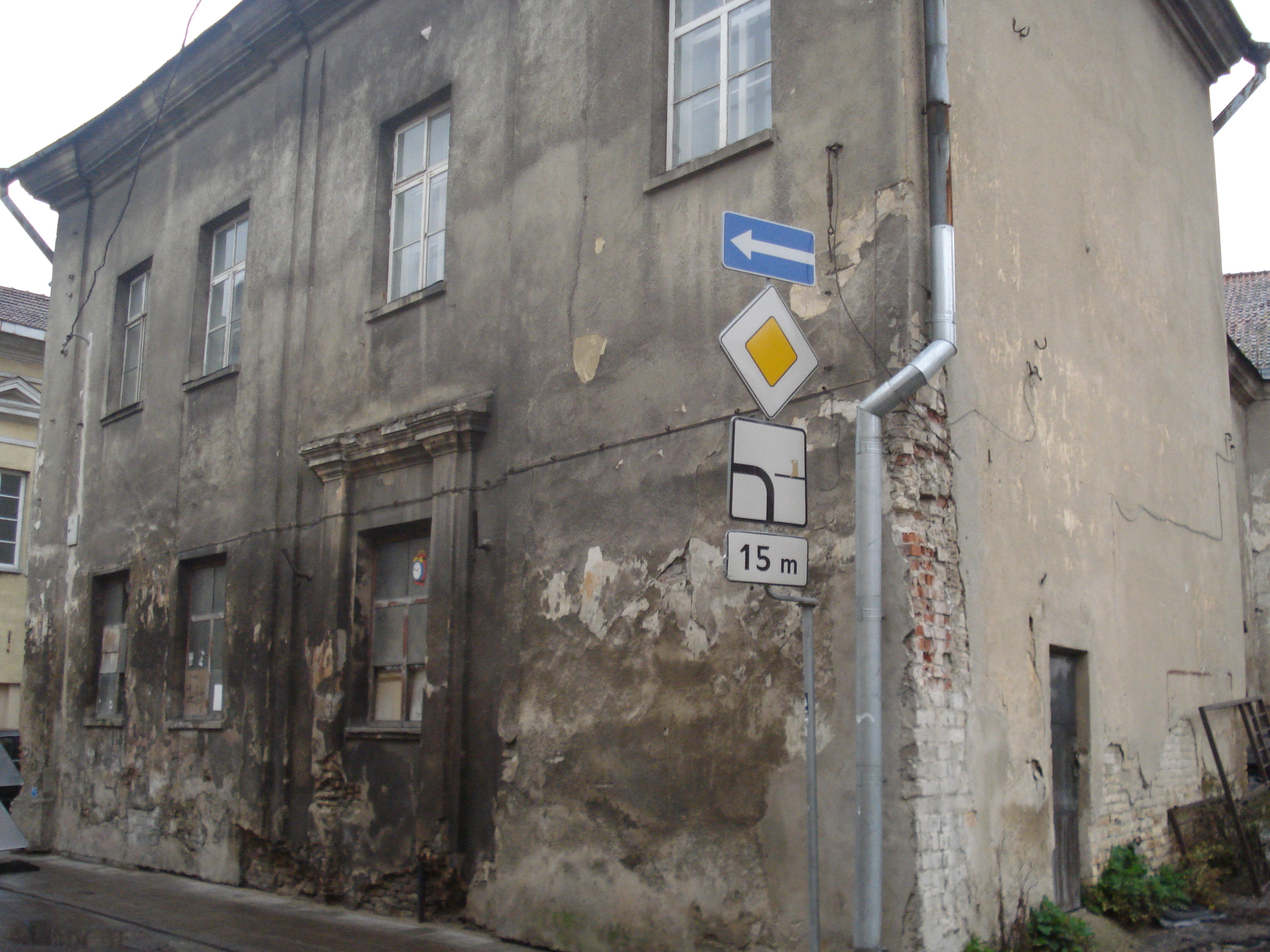
Zniszczony klasztor augustianów

Dzisiejszy kościół augustianów jest prostą, trzynawową budowlą, nie przedstawiającą większej wartości architektonicznej. Jego fronton zdobi sześciokondygnacyjna, smukła wieża, wysoka na 41,5 m), ozdobiona kolumnami, zakończona niewielkim, barokowym hełmem z lukarnami zwieńczona ażurowym krzyżem. Wieża jest flankowana w fasadzie dwoma pilastrami.
Ściany nawy głównej są oplecione pilastrami w porządku toskańskim.
Budynek byłego klasztoru, bardzo zniszczony, pozbawiony jest większych walorów estetycznych.